# Rhynchosia mensensis
Rhynchosia mensensis är en ärtväxtart som beskrevs av Georg August Schweinfurth. Rhynchosia mensensis ingår i släktet Rhynchosia och familjen ärtväxter. Inga underarter finns listade i Catalogue of Life.